# Portret mężczyzny w krymce
Portret mężczyzny w krymce – obraz olejny polskiego malarza Romana Kochanowskiego z ok. 1895 roku.
Obraz powstał w okresie, gdy artysta na stałe mieszkał już w Monachium. Dzieła powstające po 1881 często w swej tematyce dotykały rzeczywistości i wspomnień z Polski, za którą Kochanowski tęsknił. W jego twórczości powracały sceny rodzajowe ukazujące życie podkrakowskiej wsi i przedstawienia typów tam spotykanych.
Starszy mężczyzna sportretowany na obrazie ubrany jest w czerwoną kurtę, na głowie ma czarną krymkę, od której bierze się nazwa dzieła. Portret znajduje się w kolekcji prywatnej.